# Libyens historia

Libyen ligger i Nordafrika vid Medelhavets kust.

Septimius Severus triumfbåge vid Leptis Magna.

Libyens historia var, tills Libyen blev självständigt 1951, i stort sett en historia om stammar, regioner och städer, samt de imperier som området ingick i. Namnet Libyen härrör från det namn som en enskild berberstam var känd under för de forntida egyptierna och användes senare av grekerna för större delen av Nordafrika, och termen libyer för alla dess berbiska invånare. Fastän dessa namn är av antikt ursprung användes de inte för att beteckna det specifika området för det nuvarande Libyen och dess folk förrän på 1900-talet, och ingen sammanhängande politisk enhet i hela området bildades förrän då. Därför måste det moderna Libyen, trots sina regioners långa och distinkta historier, ses som ett nytt land som ännu utvecklar ett nationellt medvetande och nationella institutioner.
Geografin var den främsta bestämmande faktorn för den separata historiska utvecklingen i Libyens tre traditionella regioner- Tripolitanien, Cyrenaika och Fezzan. Dessa var avskurna från varandra av svårgenomträngliga öknar och behöll sina separata identiteter fram till på 1960-talet. I hjärtat av Tripolitanien låg dess metropol, Tripoli, som i århundraden var en terminal för karavaner som bedrev handel på Saharas handelsvägar och en hamnstad som härbärgerade pirater och slavhandlare. Tripolitaniens kulturella band var med Maghreb, som det geografiskt och kulturellt utgjorde en del av och som det hade en gemensam historia med. Tripolitanierna utvecklade sitt politiska medvetande i reaktion mot utländsk dominans och det var från Tripolitanien som de starkaste impulserna kom för enandet av det moderna Libyen. 
Till skillnad från Tripolitanien var Cyrenaika historiskt orienterat mot Egypten och Mashreq. Med undantag för några av sina kuststäder var Cyrenaika relativt opåverkat av politiskt inflytande, från de regimer som gjorde anspråk på det men inte kunde hävda sin makt i inlandet. Ett element av inre enighet fördes till regionens stamsamhälle på 1800-talet av en muslimsk religiös orden, Sanusiya, och många cyrenaiker uppvisade en beslutsamhet att behålla sitt regionala självstyre även efter att Libyen blivit självständigt och enat.  
Fezzan hade mindre beröring med både Maghreb och Mashreq. Dess nomader väntade sig traditionellt ledarskap från stamdynastier som kontrollerade oaserna vid handelsvägarna i öknen. Genom hela sin historia hade Fezzan nära relationer med både subsahariska Afrika och med kusten. 
De mest betydelsefulla milstolparna i Libyens historia var införandet av islam och arabiseringen av landet under medeltiden. Andra betydelsefulla milstolpar under de två senaste generationerna är: 
- självständigheten
- upptäckten av petroleum
- revolutionen i september 1969 som förde Muammar al-Gaddafi till makten
- inbördeskriget 2011 som ledde till störtandet av hans styre.

Perioden efter 1969 har medfört många viktiga förändringar. Gaddafis regim gjorde det första verkliga försöket att ena Libyens olika folkgrupper och skapa en distinkt libysk stat och identitet. Den skapade nya politiska strukturer och gjorde ett bestämt försök till diversifierad ekonomisk utveckling finansierad av oljeinkomster. Som en följd av dessa utvecklades i det libyska samhället en betydande grad av statlig styrning och övervakning, till stor del på befallning av Gaddafi själv. Fastän regimens och dess politiks meriter var mycket omdiskuterade både inom och utanför Libyen var det inte fråga om annat än att Libyen på 1980-talet var ett avsevärt annorlunda land än det hade varit bara två eller tre årtionden tidigare. Motsättningarna mellan folkgrupper och politiska grupperingar var dock allt annat än överbryggade, något år 2011 kom att utvisa.

## Antiken
Arkeologiska fynd visar att från åtminstone 7000-talet f.Kr. ingick Libyens kustslätt i en neolitisk kultur, som bedrev boskapsskötsel och jordbruk, och som var gemensam för hela kuststräckan vid Medelhavet. I söder, i det som nu är Saharaöknen, strövade nomadiska jägare och herdar omkring på en vidsträckt, välbevattnad savann som hade ett överflöd av jaktbyten och gav betesmarker åt deras djur. Deras kultur blomstrade tills regionen började torka ut efter 2000 f.Kr. Savannens folk skingrades inför den annalkande öknen och invaderande ryttare och flyttade till Sudan eller assimilerades med berberna.

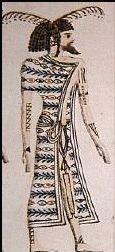
Forntida egyptisk avbildning av en libyer.

Berbernas ursprung är ett mysterium som har lett till en stor mängd spekulation. Mycket tyder på att berbernas förfäder utvandrade från sydvästra Asien till Nordafrika i början av tredje årtusendet f.Kr. Berberna uppvisar en stor uppsättning olika fysiska typer och talar ett antal olika dialekter som tillhör den afroasiatiska språkfamiljen. De har aldrig utvecklat en nationskänsla och har historiskt identifierat sig med sin stam, klan och familj.
Inskrifter som återfunnits i Egypten från Gamla rikets tid (cirka 2700-2200 f.Kr.) är de tidigaste kända vittnesbörden om den berbiska folkvandringen och även den äldsta skriftliga dokumentationen om Libyens historia. Åtminstone så tidigt som under denna period gjorde berberstammar, av vilka en identifierades som Levu (eller "libyer"), räder österut ända till Nildeltat och försökte bosätta sig där. Under Mellersta riket (cirka 2200-1700 f.Kr.) lyckades de egyptiska faraonerna påtvinga sitt överherravälde på dessa östliga berber och tog ut tribut från dem. Många berber tjänade i faraonernas armé, och vissa uppnådde betydelsefulla positioner i den egyptiska staten. En sådan berbisk officer tog kontroll över Egypten omkring år 950 f.Kr. och härskade som farao under namnet Shishonk I. Hans efterträdare under de tjugoandra och tjugotredje dynastierna - de så kallade libyska dynastierna (cirka 945-730 f.Kr.)--tros också har varit berber.

### Tripolitanien och fenicierna
Feniciska köpmän var aktiva i Medelhavsområdet före 1100-talet f.Kr och många nordafrikanska städer och byar började som feniciska handelsstationer. Vid 400-talet f.Kr. hade stadsstaten Karthago, den främsta av de feniciska kolonierna, utsträckt sitt herravälde över stora delar av Nordafrika, där en distinkt civilisation, den puniska, uppstod. Puniska bosättningar vid Libyens kust var bland andra Oea (Tripoli), Labdah (senare Leptis Magna) och Sabratah, i ett område som sammantaget kom att bli känt som Tripolis, eller "Tre städer".
Karthago, med underlydande städer, odlade goda förbindelser med berberstammarna i inlandet, men var i huvudsak en sjömakt. När den expanderade längs västra Medelhavets kust kom den i konfrontation med Rom och besegrades i de puniska krigen på 200- och 100-talen f.Kr. Tripolitanien överläts först till Numidien, men blev senare en romersk provins. Den puniska civilisationens inflytande i Nordafrika var dock djupt inrotat.

### Cyrenaika och grekerna

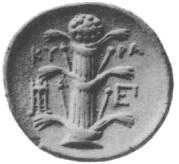
Mynt från Kyrene med avbildning av silphium.

Liksom fenicierna hade minoiska och grekiska sjöfarare i århundraden sonderat Nordafrikas kust, men den grekiska koloniseringen där började först under 600-talet f.Kr. Enligt traditionen blev emigranter från den överbefolkade ön Thera beordrade av oraklet i Delfi att söka sig ett nytt hem i Nordafrika, där de 631 f.Kr. grundade staden Kyrene.
Inom 200 år hade ytterligare fyra viktiga grekiska städer upprättats i området:  Barka (Al Marj); Euhesperides (senare Berenike, dagens Benghazi), Teuchira (senare Arsinoe, dagens Tukrah) och Apollonia (Susah), Kyrenes hamnstad. Tillsammans med Kyrene var dessa kända som Pentapolis (Fem städer). De konkurrerade ofta med varandra och fann det svårt att samarbeta även när de mötte gemensamma fiender. Från Kyrene, moderorten och den främsta av de fem, härrörde namnet Cyrenaika för hela regionen.
Grekerna i Pentapolis stod emot intrång från egyptierna i öster samt karthagerna i väster, men år 525 f.Kr. erövrade perserkungen Kambyses Cyrenaika, som under de två följande århundradena stod under persiskt eller egyptiskt herravälde. Alexander den store anlände i Cyrenaika år 331 f.Kr.. Efter hans död 323 f.Kr. delades hans imperium upp mellan hans makedonska generaler och Egypten, med Kyrene, tillföll Ptolemaios. De andra grekiska stadsstaterna i Pentapolis behöll sitt självstyre. Senare bildades en federation av Pentapolis som vanligen styrdes av en kung från det ptolemaiska kungahuset. Ptolemaios Apion, den siste grekiske härskaren, efterlämnade Cyrenaika till Rom, som annekterade regionen formellt år 74 f.Kr. och förenade den med Kreta som en romersk provins.
Pentapolis blev en rik region av spannmål, vin, ull och kreatursuppfödning samt av silphium, en ört som bara växte i Cyrenaika och som betraktades som ett afrodisiakum. Kyrene blev ett av de främsta intellektuella och konstnärliga centrumen i den grekiska världen. Den filosofiska skolan kyrenaikerna gjorde också staden till sitt hem.

### Fezzan och garamanterna
Under hela perioden av punisk och grekisk kolonisation på kustslätten dominerades området Fezzan av garamanterna, ett stamfolk som kom till området någon gång före 1000 f.Kr. I öknen upprättade de ett mäktigt rike vid handelsvägen mellan västra Sudan och Medelhavskusten. Garamenterna efterlämnade många inskrifter i tifinagh, den gamla berbiska skriften som fortfarande används av tuaregerna. Förutom dessa och det som nämns av Herodotos och andra klassiska författare var lite känt om detta folk tills moderna arkeologiska metoder kom i bruk.

### Libyen och romarna

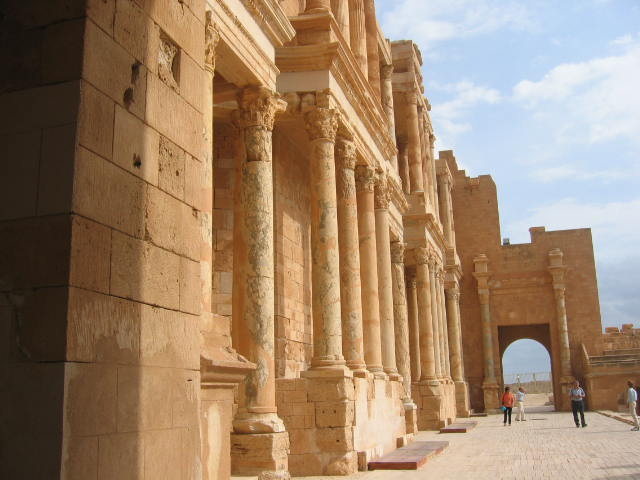
Den romerska teatern i Sabratha.

Under mer än 400 år var Tripolitanien och Cyrenaika välmående romerska provinser och ingick i en kosmopolitisk stat vars medborgare hade ett gemensamt språk, gemensamt rättssystem och gemensam romersk identitet. Köpmän och hantverkare från många delar av den romerska världen etablerade sig i Nordafrika, men städerna i Tripolitanien behöll sin bestämda puniska karaktär och de i Cyrenaika sin grekiska. Tripolitanien var en stor exportör av olivolja, samtidigt som det var en stapelplats för guldet och slavarna som fördes till kusten av garamanterna, medan Cyrenaika fortsatte att vara en viktig källa till vin, läkemedel och hästar. Merparten av befolkningen på landsbygden bestod av berbiska jordbrukare, som i väster var helt och hållet "puniserade" i språk och seder.
Fastän de afrikanska provinserna gynnades lika mycket som någon annan del av imperiet av införandet av Pax Romana, var området inte utan missämja och krigshot. Det vidsträckta territoriet försvarades av en lokalt rekryterad legion (5 500 män) i Cyrenaika och en mindre militär styrka i Tripolitanien, förstärkta av hjälptrupper från stamfolk vid gränsen. Även om expeditioner trängde djupt in i Fezzan sökte Rom i allmänhet endast kontrollera de områden i de afrikanska provinserna som var ekonomiskt nyttiga eller kunde garnisoneras med tillgängliga soldatmaterial.
Under ptoleméerna hade Cyrenaika blivit hem för en stor judisk gemenskap, vars antal ökades betydligt av tiotusentals judar som deporterades dit efter det misslyckade upproret mot det romerska styret i Palestina och förstörelsen av Jerusalem år 70 e.Kr. De omvände även många berber till judendomen. År 115 väckte judarna ett större uppror i Cyrenaika som snabbt spreds genom Egypten tillbaka till Palestina. När upproret var kuvat 118 hade judiska rebeller ödelagt Cyrenaika och plundrat staden Kyrene. Minst ett århundrade krävdes för att återställa Cyrenaika till den ordning och det välstånd som samtidigt rådde i Tripolitanien.
Som en del av sin omorganisering av imperiet år 300 skilde kejsar Diocletianus administrationen av Kreta från Cyrenaika och bildade de nya provinserna Övre Libyen och Nedre Libyen i den senare. Detta var första gången namnet Libyen användes som administrativ beteckning. Med den slutgiltiga delningen av imperiet år 395 fördes libyerna till det östra imperiet, medan Tripolitanien fogades till det västra imperiet.
Vid början av 100-talet hade kristendomen introducerats, och vid slutet av 300-talet var Roms provinser i Afrika helt och hållet kristnade. Kyrkan i Tripolitanien kom under den latinske patriarkens, biskopen av Roms, överhöghet, och den i Cyrenaika senare under den koptiske (egyptiske) patriarken av Alexandria. I båda områdena blev religiösa avvikelser ett medel för samhällsrevolter vid en tid av politiskt sönderfall och ekonomisk depression.
Genom inbjudan av en rebellisk romersk ämbetsman kom den germanska stammen vandalerna till Nordafrika från Spanien år 429. De upprättade ett rike med Karthago som huvudstad men begränsade sitt styre till de mest ekonomiskt lönsamma områdena. Där utgjorde de en isolerad krigarkast. Från sin afrikanska bas erövrade de Sardinien och Korsika och företog räder mot Italien. Deras rike föll för den bysantinske generalen Belisarios, som påbörjade den romerska återerövringen av Nordafrika år 533.
Den faktiska bysantinska kontrollen i Tripolitanien var begränsad till kusten, och till och med där var den svag. Under vandalernas herravälde hade regionens välstånd krympt och den gamla romerska politiska och sociala ordningen brutits. I avlägsna områden som hade försummats av vandalerna hade invånarna blivit vana vid självstyre. Cyrenaika, som hade förblivit en bysantinsk utpost under vandalperioden, kom också att likna ett befäst läger. Impopulära bysantinska guvernörer införde betungande skatter för att möta militära kostnader, men städerna lämnades att förfalla. Det bysantinska styret i Afrika förlängde dock det romerska idealet om enighet i imperiet där i ännu ett och ett halvt århundrade, och hindrade de berbiska nomaderna från att ta makten i kustregionen.

## Medeltiden
Vid tiden för profeten Muhammeds död år 632 hade han och hans anhängare sammanfört de flesta stammar och orter på Arabiska halvön under den nya religionen islam. Muslimska härskare utövade både världslig och religiös makt. Inom en generation hade arabiska arméer fört islam norrut och österut från Arabien och västerut in i Nordafrika. År 642 erövrade Amr ibn al-As, en arabisk general under kalif Umar I, Cyrenaika och upprättade sitt högkvarter i Barka. Två år senare flyttade han in i Tripolitanien, där de isolerade bysantinska garnisonerna vid kusten intogs och den arabiska kontrollen över området befästes vid slutet av årtiondet. Uqba bin Nafi, en arabisk general under den härskande kalifen, invaderade Fezzan år 663 och tvingade Germa att kapitulera. Kraftigt berbiskt motstånd i Tripolitanien saktade ned den arabiska framstöten västerut, men i början av 700-talet var hela Maghreb erövrat, och från 712 erövrades Spanien på tre år med undantag av bergsregionerna längst i norr. Det muslimska Spanien, Maghreb (inklusive Tripolitanien) och Cyrenaika organiserades systematiskt under politisk och religiös ledning av den umayyadiske kalifen av Damaskus.
Det arabiska styret i Nordafrika, liksom i den muslimska världen i övrigt under 700-talet, hade som sitt ideal upprättandet av politisk och religiös enighet under ett kalifat (ämbetet som profetens efterträdare som högste jordiske ledare för islam) som styrdes i enlighet med sharia (det islamiska rättssystemet) administrerat av qadier (religiösa domare). Denna enighet var överordnad allt annat, inklusive stamlojaliteter. Det arabiska styret infördes med lätthet i jordbruksområdena vid kusten och i städerna, som blev välmående igen under arabiskt beskydd. Berberna i inlandet gjorde dock kraftigt motstånd mot araberna.
Araberna bildade en urban elit i Nordafrika. De hade kommit som erövrare och missionärer, inte som kolonister. Deras arméer hade färdats utan kvinnor och de gifte sig bland den inhemska befolkningen, vilket gradvis spred arabisk kultur och islamisk religion till stadsbefolkningen och bönderna. Trots fientligheten mot araberna antog även stammarna i inlandet snabbt islam, men utvecklade religionen på sitt eget sätt och anslöt sig till olika sekter. En sådan sekt, kharijiterna ("de som utträder"), framträdde i Nordafrika i mitten av 700-talet och hävdade att varje muslim oberoende av ursprung kunde bli vald till kalif. Deras lära angrep uttryckligen arabernas monopol på det religiösa ledarskapet och berberna över hela Maghreb reste sig i revolt mot arabisk dominans. Kharijiternas uppsving sammanföll med en orosperiod i Arabvärlden under vilken abbasiderdynastin störtade umayyaderna och flyttade kalifatet till Bagdad. I efterspelet till upproret upprättade kharijiter ett antal teokratiska stamriken, av vilka de flesta hade korta och besvärliga historier. Ett sådant rike, som grundades av Bani Khattab, lyckades faktiskt rota sig i det avlägsna Fezzan, där huvudstaden Zawilah utvecklades till en viktig handelsplats.
Efter den arabiska erövringen regerades Nordafrika av en följd av emirer (befälhavare) som var underordnade kalifen. År 800 tillsatte den abbasidiske kalifen Harun ar Rashid emiren Ibrahim ibn Aghlab, som upprättade en ärftlig dynasti i Kairouan som styrde Ifriqiya och Tripolitanien som en autonom stat, andligt, och till namnet även politiskt, under kalifens överhöghet. De aghlabidiska emirerna återuppbyggde regionens välstånd och stred med Bysantinska riket om kontrollen över mitten av Medelhavet.

### Fatimiderna
På 600-talet ledde konkurrerande anspråk på kalifatet till en delning av islam på två grenar,  sunni och shia. Shiiterna hade sin största lockelse bland icke-arabiska muslimer, som, liksom berberna, ringaktades av de aristokratiska ökenaraberna. Under 890-talet omvände missionärer från shiasektern ismailiterna kutamaberberna i Kabylien till den militanta varianten av shiaislam och ledde dem på ett korståg mot de sunnitiska aghlabiderna. Kairouan föll 909, och följande år installerade kutama den ismailiske stormästaren från Syrien, Ubaidalla Said, som imam för deras rörelse och härskare över det territorium som de hade erövrat, vilket inkluderade Tripolitanien. Imamen erkändes av sina berbiska anhängare som mahdin ("den gudomligt ledde") och grundade shiadynastin fatimiderna, efter Fatima, dotter till Muhammed och hustru till Ali, som imamen hävdade härkomst från.
Köpmän i kuststäderna var stommen i den fatimidiska staten som grundades av religiösa entusiaster och infördes av berbiska stammedlemmar. Den långsamma men stadiga ekonomiska återhämtningen i Europa skapade efterfrågan på varor från öster för vilka de fatimidiska hamnarna i Nordafrika och Sicilien var idealiska distributionscentrum. Tripoli gynnades av handeln med slavar och guld från Sudan och försäljningen av ull, läder och salt som skeppades från dess hamnar till Italien i utbyte mot trä- och järnvaror. Fatimiderna expanderade österut och hade vid 969 erövrat Egypten, där de upprättade ett shiitiskt kalifat i Kairo som tävlade med sunnikalifens i Bagdad. De lämnade Maghreb till sina berbiska vasaller, ziriderna. Ziridernas styre innebar en tid av försämrad ekonomi. Den ziridiske emiren frångick år 1049 shiatron och bröt med fatimiderna.

### Hilalier
I Kairo reagerade den fatimidiske kalifen genom att bjuda in beduinstammar från Arabien, gemensamt kända som hilalier, att utvandra till Maghreb och straffa de rebelliska ziriderna. De arabiska nomaderna spred sig snabbt med ekonomiskt, kulturellt och demografiskt förödande verkan på Cyrenaika och Tripolitanien, och särskilt Cyrenaika blev genomgående arabiserat. De normandiska härskarna i södra Italien drog fördel av ziridernas svårigheter i Nordafrika och höll på 1100-talet en sträng hamnar och fort längs kusten, men deras intressen var kommersiella snarare än politiska och inget försök gjordes att utvidga erövringen inåt land.

### Hafsiderna
Under 1000- och 1100-talen uppkom två rivaliserande berbiska dynastier i Marocko - almoraviderna och almohaderna, båda grundade av religiösa reformatorer - som dominerade Maghreb och det muslimska Spanien i över två århundraden. Almohaderna lyckades ena Maghreb, men deras maktbas flyttade till Spanien och dynastin blev mer avlägsen från sitt berbiska ursprung. Vid 1270 hade almohaderna i Marocko dukat under för stamkrig och i Spanien för riket Kastiliens stadiga framväxt.
Vid den östra änden av Almohadriket placerade sultanen en autonom vicekung vars ämbete blev ärftligt i ätten efter Muhammad bin Abu Hafs (regerade 1207-21). När Almohaddynastin gick under i Marocko antog hafsiderna titlarna kalif och sultan och ansåg sig själva som almohadernas legitima efterträdare. Hafsiderna hade sin politiska och ekonomiska bas i kuststäder som Tripoli. De uppmuntrade handel med Europa, men deras relationer till de europeiska makterna försämrades så småningom när dessa intrigerade i dynastins allt mer besvärliga och komplexa inrikespolitik. Teokratiska republiker, stamstater och kustenklaver som intagits av piratkaptener trotsade sultanens makt och år 1460 utropades Tripoli som självständig stadsstat av dess köpmannaoligarki. Under hafsidernas era, som sträckte sig över mer än 300 år, hade dock Maghreb och det muslimska Spanien haft en gemensam högkultur - den moriska - som överskred dynastiers uppgång och fall för att skapa nya och unika former av konst, litteratur och arkitektur. Dess inflytande spreds från Spanien ända till Tripolitanien, där hafsidiskt beskydd hade uppmuntrat en blomstrande arabisk kreativitet och lärdom.

### Medeltida Cyrenaika och Fezzan
Cyrenaika låg utanför de maghrebiska dynastiernas sfär och var orienterat mot Egypten. Från tiden då Saladin trängde undan fatimiderna år 1171 till den osmanska ockupationen 1517 styrdes Egypten av en succession mamlukiska dynastier, men beduinstammarna i Cyrenaika accepterade endast sina egna hövdingars auktoritet. Under 1400-talet återupplivade köpmän från Tripoli marknaderna i några städer, men Cyrenaikas främsta inkomstkälla var att beskydda de pilgrimer och karavaner som reste mellan Maghreb och Egypten mot beduinerna.
Hövdingar från Bani Khattab dominerade Fezzan, genom sin kontroll över oaserna på handelsvägen från västra Sudan till Medelhavet. På 1200-talet invaderade kungen av Bornu, en muslimsk stat i Tchadsjöområdet, Fezzan från söder och upprättade en klientregim som en tid bestämde över handelsvägen. Fezzan var alltid ett mål för äventyrare. En av dessa, marockanen Muhammad al Fazi, grundade i början av 1500-talet en ätt i Marzuq som förblev obestridda härskare över området under osmansk överhöghet.

## Osmansk överhöghet

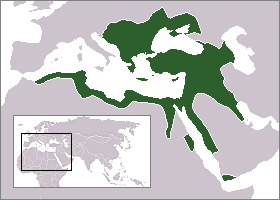
Osmanska rikets utbredning år 1683.

Genom hela 1500-talet kämpade det habsburgska Spanien och Osmanska riket om överhögheten i Medelhavet. Spanska styrkor intog 1510 Tripoli, men staden var endast av marginell betydelse för Spanien, och år 1524 anförtroddes försvaret av staden åt malteserorden. Det förekom mycket sjöröveri vid Nordafrikas kust och äventyrare sökte sig dit, bland dem Khair ed-Din (Barbarossa), som år 1510 intog Alger. Senare erkände han den osmanske sultanens överhöghet och blev i sin tur utsedd till sultanens regent i Maghreb.  Barbarossa och hans efterträdare befäste och utvidgade den osmanska makten i området. År 1551 drevs riddarna ut ur Tripoli. Att pacificera de arabiska nomaderna i Tripolitanien blev svårare, och först på 1580-talet gav härskarna av Fezzan sin trohet till sultanen, men osmanerna avstod från att försöka utöva inflytande där. Den osmanska makten var frånvarande också i Cyrenaika, men en bey (befälhavare) stationerades i Benghazi i slutet av nästa århundrade för att agera som agent för regeringen i Tripoli.
Det osmanska Maghreb var formellt indelat i tre regentskaper - i Alger, Tunis och Tripoli. Från 1565 var regenten i Tripoli en pascha som utsågs av sultanen. Paschan blev med tiden mest en ceremoniell statschef, medan den verkliga makten låg hos armén, särskilt dess elit janitsjarkåren. Kåren kommenderades av officerare med titeln dej. Janitsjarerna utförde ofta myterier och kupper, som 1611 då paschan tvingades tillsätta dejernas ledare som regeringschef. Han och hans efterträdare fortsatte att bära titeln dej. Successionen i ämbetet skedde i allmänhet i samband med intriger och våld. Tripoli, som hade 30 000 invånare vid slutet av 1600-talet, var den enda någorlunda stora staden i regentskapet, som hade en i praktiken mycket självständig ställning inom riket.

### Karamanlierna
Då Tripoli saknade styrning från Porten (den osmanska regeringen) föll staden ned i en period av militär anarki då kupp följde på kupp och få dejer var kvar vid makten i mer än ett år. År 1711 intog kavalleriofficeren Ahmad Karamanli Tripoli. Han fortsatte till namnet att erkänna osmansk överhöghet, men skapade en oberoende ärftlig monarki i Tripoli med en i huvudsak arabisk regering. Han utsträckte även sin makt in i Cyrenaika. Karamanliregimen försvagades dock under Ahmads efterföljare, och år 1793 återfördes Tripoli till osmanskt styre, men Karamanlierna återkom snart med Yusuf ibn Ali Karamanli (regerade 1795-1832), som tämjde stammarna och trotsade både Porten och den brittiska sjömakten för att bistå Napoléon Bonaparte under hans egyptiska kampanj 1799. De första åren av 1800-talet förde Sverige och USA ett krig mot Tripoli, det så kallade barbareskkriget.
Sjöröveriet fortsatte och europeiska länder betalade tribut till paschan för säker passage genom tripolitanska vatten, tills åren omedelbart efter slutet av Napoleons era 1815, då de europeiska makterna tvingade fram ett slut på detta. När Tripoli så hade berövats basen för sin ekonomi kunde man inte längre betala grundläggande import eller sköta sin utlandsskuld. Särskilda skatter infördes, som väckte starkt missnöje och ledde till inbördeskrig. Osmanska trupper som hade skickats in för att återställa ordningen återinförde osmanskt styre i Tripoli.

### Den osmanska återhämtningen
Det administrativa system som turkarna införde var typiskt för det som återfanns i övrigt i Osmanska riket. Tripolitanien, som alla tre historiska regioner gemensamt betecknades, blev en osmansk vilayet (provins) under en wali (generalguvernör) tillsatt av sultanen. Provinsen bestod av fyra sandjaker (underprovinser), som var och en administrerades av en mutasarrif (generallöjtnant) som var ansvarig inför generalguvernören. Dessa underprovinser indelades var och en i omkring femton distrikt. Verkställande befattningshavare från generalguvernören nedåt var turkar. Distrikt under den underprovinsiella nivån motsvarade de stamområden som fortsatt var fokus för arabernas identitet.
Systemet tillämpades aldrig konsekvent i hela landet. Turkarna mötte starkt lokalt motstånd genom 1850-talet och visade begränsat intresse för att genomdriva osmansk kontroll över Fezzan och det inre av Cyrenaika. År 1879 avskildes Cyrenaika från Tripolitanien, och dess mutasarrif rapporterade därefter direkt till Konstantinopel (dagens Istanbul). I allmänhet kännetecknades det osmanska styret under 1800-talet av korruption, uppror och förtryck. Regionen var en eftersatt provins i ett förfallande imperium som kallades "Europas sjuke man."

### Sanusiya-orden
På 1800-talet grundades den religiösa orden Sanusiya, som kom att få stor betydelse i Libyens historia. Grundaren Muhammad bin Ali as Sanusi (1787-1859) föddes nära Oran i Algeriet, hade rest vida omkring och studerat och undervisat vid islamiska lärdomscentrum och fick ett rykte som lärd och helig man, den Store Sanusi. Sanusi förespråkade en återgång till den tidiga islams yrkande på stränghet i tro och moral. Han grundade Sanusiya-ordens första loge nära Mecka år 1837. På grund av oenighet med de osmanska myndigheterna blev han tvungen att återvända till Nordafrika, och slog sig ned i Cyrenaika, där osmanernas makt var svag. Stammarna i inlandet var särskilt mottagliga för hans idéer, som passade deras traditionella livsstil. Efterhand utvecklades ett nätverk av loger över Cyrenaika som sammanband stamsystemet i regionen. Logen fyllde en viktig plats i stammedlemmarnas liv och var en plats med hög kultur och trygghet i öknens vildmark.
Den store Sanusi efterträddes av sin son Muhammad al-Mahdi, som med sin kraftfulla personlighet och utmärkta organisatoriska talang förde orden till höjdpunkten för dess inflytande och blev erkänd som mahdi. Orden hade aldrig använt våld i sin missionsverksamhet, men mahdin förklarade heligt krig (jihad) mot den franska kolonialmaktens intrång i Sudan. Nästan alla beduiner i Cyrenaika kom under ordens inflytande, och de annars så splittrade stammarna kände trohet mot en enda ledare. Efter mahdins död 1902 efterträddes han av Ahmad ash Sharif, som styrde orden som förmyndare för sin unge kusin Muhammad Idris as Sanusi (senare kung Idris av Libyen). Ahmads kampanj mot franska styrkor var ett misslyckande och föranledde förstörelse av många Sanusiya-missioner i Västafrika.

## Italiensk koloni

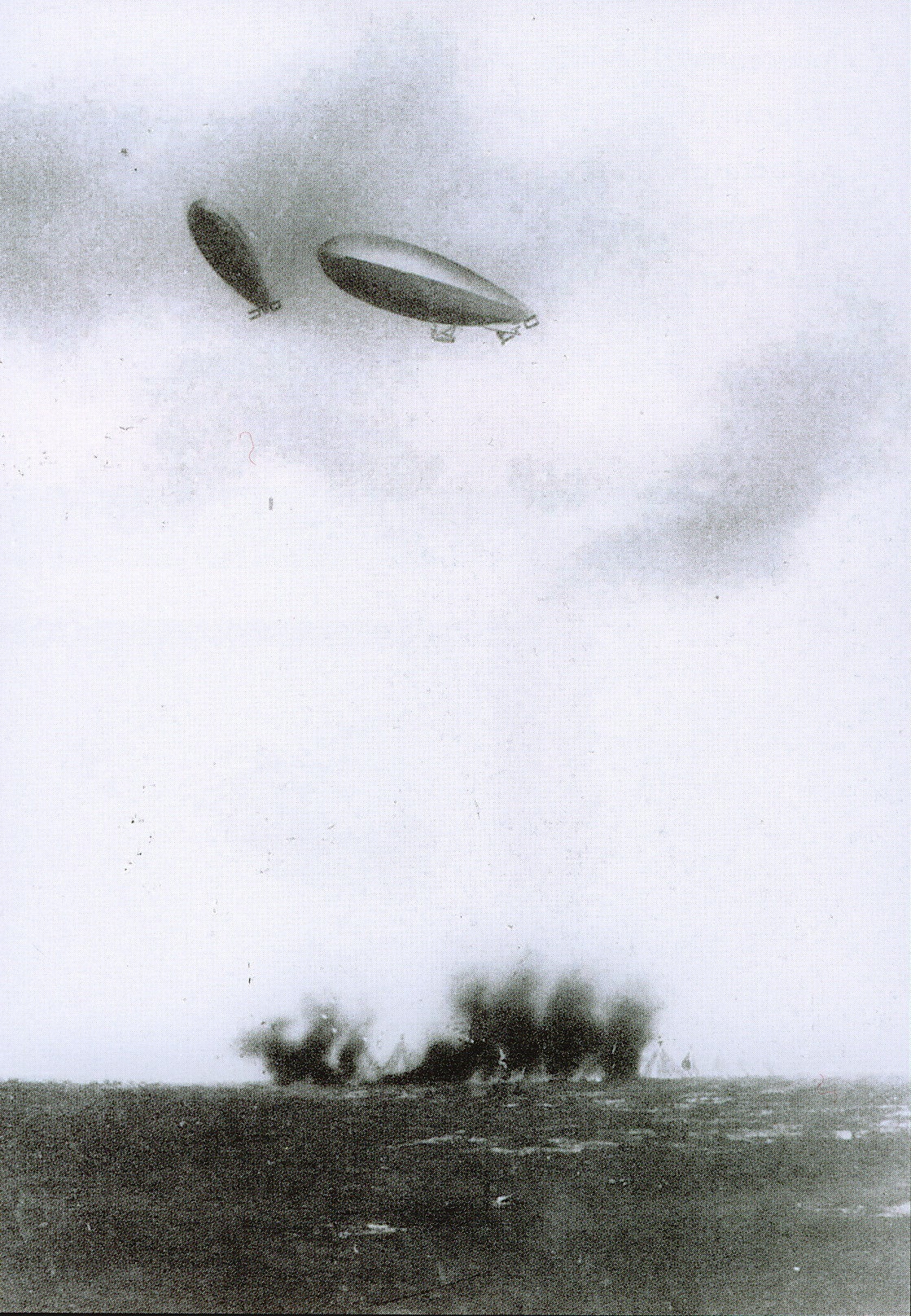
Italienska luftskepp bombar turkiska ställningar på libyskt territorium.

Italien, som blev en enad stat först 1860, var en sen deltagare i kapplöpningen efter kolonier. Italienarna lyckades få stormakterna att erkänna en italiensk intressesfär i de marginella osmanska provinserna i Libyen. I september 1911 manipulerade Italien fram en kris med Osmanska riket och förklarade krig. Italien invaderade Libyen och intog Tripoli med flera kuststäder, mot måttligt motstånd, men kom inte mycket längre. Den betydligt mindre osmanska försvarsstyrkan drog sig inåt land där den organiserade de arabiska stammarna i ett motståndskrig. 
När Osmanska riket hotades av krig på Balkan blev det tvunget att söka fred med Italien, och i oktober 1912 undertecknades ett fredsfördrag i Lausanne. Sultanen utfärdade ett dekret som gav självständighet åt Tripolitanien och Cyrenaika medan Italien samtidigt förklarade sin formella annektering av dessa territorier. Sultanen skulle i sin roll av kalif (ledare för islam) behålla sin religiösa överhöghet. Italienarna var inte fullt medvetna om att islamisk lag inte gjorde åtskillnad mellan civil och religiös rättsskipning, och osmanerna behöll därmed ett inflytande över sina tidigare undersåtar och undergrävde Italiens makt. Fred med Osmanska riket innebar för Italien inledningen till ett tjugoårigt kolonialkrig i Libyen.

### Italienskt styre och arabiskt motstånd
För många araber var Osmanska rikets kapitulation i Libyen ett förräderi av muslimska intressen till de otrogna. De beduinska stammarna fortsatte sitt krig utan att bry sig om fredsfördraget, i vissa områden med hjälp av kvarlämnade turkiska trupper. I Cyrenaika, Fezzan och södra Tripolitanien leddes motståndet av Sanusiya-orden. Motståndet i norra Tripolitanien var mindre enat och mindre effektivt, och försvårades av oenighet mellan beduiner och stadsbor.
När Italien anslöt sig till Ententen 1915 blev kriget i Cyrenaika en del av världskriget. Sanusiya-orden allierade sig med Centralmakterna, men blev fullständigt besegrade av brittiska styrkor när de gick in i Egypten 1916. Ledaren Ahmad ash Sharif överlämnade ledarskapet till den probrittiske Idris, som inledde förhandlingar med Ententen år 1917. Resultatet blev i praktiken ett vapenstillestånd snarare än ett fullständigt fredsavtal. Storbritannien och Italien erkände Idris som emir av inre Cyrenaika, men beslut om Cyrenaikas status sköts upp till efter kriget. Den segrande Ententen accepterade Italiens överhöghet över Libyen, men de italienska styrkorna där var fortfarande begränsade till enklaverna vid kusten, ibland under belägring. Italiens regering bedrev en måttfull och tillmötesgående kolonialpolitik. Provinserna Cyrenaika och Tripolitanien behandlades som skilda kolonier, och Fezzan organiserades som ett militärt territorium.
År 1920 slöts ett avtal mellan Italien och Sanusiya-ledarna som bekräftade Idris som emir av Cyrenaika. Den italienska regeringen accepterade därmed officiellt Idris som både sekulär och religiös ledare för Cyrenaikas stammar, men i praktiken fick han inte mer politisk makt än den som han redan utövade som Sanusiya-ordens överhuvud. I Tripolitanien mötte Italien inget enat motstånd och behövde därför inte göra motsvarande eftergifter. De tripolitanska nationalisterna beslöt dock 1922 att godkänna Idris som emir av Tripolitanien, trots att varken han eller Sanusiya-orden var särskilt populär där. Efter långt övervägande accepterade Idris att bli emir över hela Libyen, trots att detta skulle innebära ett nytt krig. För att undvika att bli tillfångatagen av italienarna flydde han till Egypten där han fortsatte att leda Sanusiya-orden.

### Det andra kriget mellan Italien och Sanusiya
Italiens kolonialpolitik förändrades abrupt när Benito Mussolinis fascistiska regering kom till makten i oktober 1922. Mussolini stödde helhjärtat guvernören Giuseppe Volpis linje att agera militärt istället för med förhandlingar. Lausannefördraget 1923 mellan ententeländerna - däribland Italien - och Atatürks nya regering i Turkiet gjorde styckningen av det gamla Osmanska riket slutgiltig och tillhandahöll avgörande internationellt stöd för Italiens annektering av Libyen. Det andra kriget mellan Italien och Sanusiya började tidigt 1923 när Italien ockuperade sanusiskt territorium i Benghaziområdet. Motståndet i Cyrenaika var häftigt från början, men norra Tripolitanien underkuvades 1923 och dess södra region och Fezzan pacificerades gradvis under de följande åren. Under hela perioden var dock den främsta italienska krigsskådeplatsen Cyrenaika.

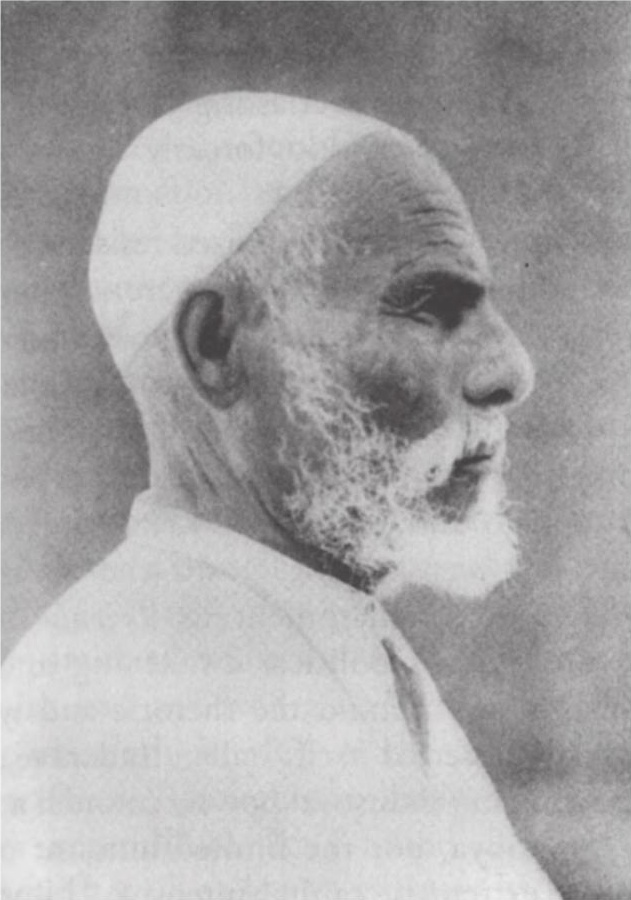
Omar Mukhtar.

I Idris frånvaro ledde schejken Omar al Mukhtar Sanusiyas stridande förband i Cyrenaika, vilka aldrig var fler än några tusen organiserade i stamenheter. Mukhtar var mästare på ökengerillataktik. Italien förde ett tröttsamt utnötningskrig, samlade ihop beduiner i koncentrationsläger, blockerade källor och slaktade boskap. År 1930 uppfördes en 320 kilometer lång taggtrådsbarriär vid gränsen till Egypten för att skära av Mukhtar från hans fristäder och proviantkällor på andra sidan. Italienarnas överlägsna truppmängder och teknologi började ta ut sin rätt på libyerna. Al Kufrah, det sista Sanusiya-fästet, föll 1931. I september samma år blev Mukhtar tillfångatagen och avrättad efter en summarisk krigsrätt. Sanusiya-motståndet bröt samman, och den italienska pacificeringen av Libyen var fullt genomförd. Även i nederlaget förblev Mukhtar en symbol för arabiskt motstånd mot kolonial överhöghet och han vördades som nationalhjälte.

### Den fjärde stranden

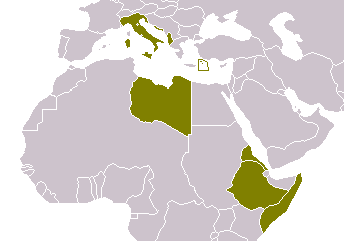
Italienska imperiet år 1940.

När väl pacificeringen hade genomförts bemödade sig det fascistiska Italien om att förvandla Libyen till en italiensk region som skulle omtalas som Italiens fjärde strand. År 1934 indelades Tripolitanien och Cyrenaica i fyra provinser--Tripoli, Misratah, Benghazi och Darnah--som sammanlänkades formellt som en enda koloni med namnet Libyen. Fezzan, som betecknades Södra Tripolitanien, förblev ett militärt territorium. Kolonin leddes av en generalguvernör som tillsatte alla lokala tjänstemän, och italienare besatte alla administrativa poster. År 1939 införlivades Libyen i moderlandet Italien.
Under 1930-talet investerade Italien i stora infrastrukturprojekt för att gynna den italienskkontrollerade moderna sektorn av ekonomin. Mussolinis regering uppmuntrade även italienare att invandra till Libyen, och år 1940 fanns ungefär 110 000 italienare i Libyen, vilka utgjorde omkring 12 procent av den totala befolkningen. Italienarna gjorde modern sjukvård tillgänglig för första gången i Libyen, förbättrade sanitära förhållanden i städerna och företog sig att fylla på boskapshjordar som hade tömts under kriget. Men inte mycket mer som direkt förbättrade levnadsstandarden för den arabiska befolkningen åstadkoms. Beduinstammars betesmarker köptes eller konfiskerades för att distribueras till italienska kolonister. Inga satsningar gjordes på utbildning för den inhemska befolkningen. Sanusiya-orden förbjöds, men utrotades inte.

### Andra världskriget

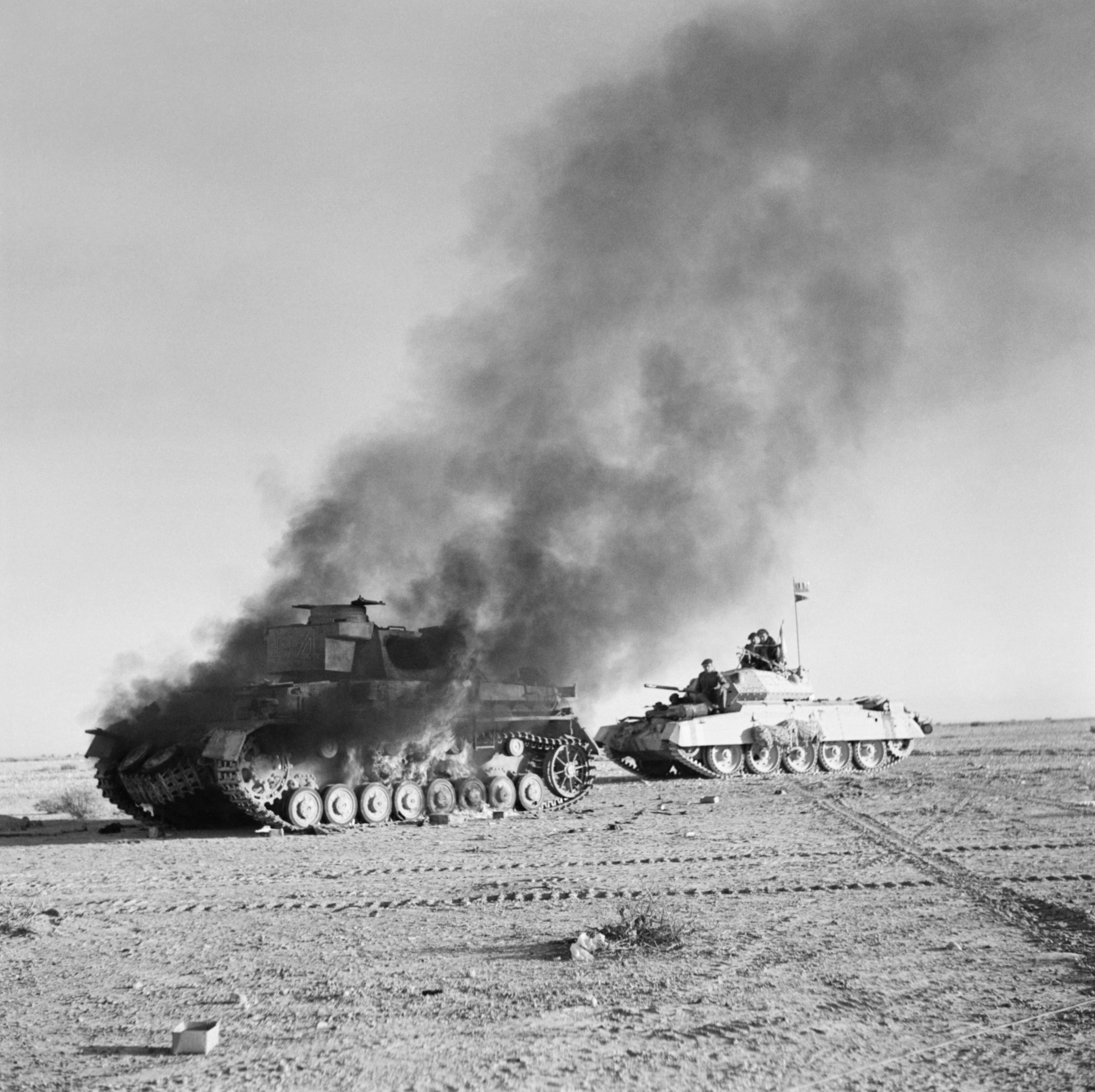
Libyen 21 november 1941. En brittisk Crusader-pansarvagn passerar en brinnande tysk Panzerkampfwagen IV under Operation Crusader.

När andra världskriget bröt ut i Europa i september 1939 återupptog libyska nationalister sina planer för frigörelse. Libyens politiska ledare möttes i Alexandria i Egypten i oktober för att lösa tidigare skiljaktigheter. Idris godkändes som ledare av både tripolitanier och cyrenaiker, med förbehållet att dessa skulle utse en rådgivande kommitté med representanter från båda regioner för att bistå honom. Skillnaderna mellan de två grupperna var dock för djupa och långvariga för att kommittén skulle fungera väl.
När Italien gick med i kriget på Tysklands sida den 10 juni 1940 förklarade de cyrenaiska ledarna omedelbart sitt stöd för de allierade. I Tripolitanien fanns större tveksamhet, men vid ett möte i Kairo i augusti 1940 inleddes formella arrangemang för samarbete med britterna. Delegaterna uttryckte fullt förtroende för Idris i en resolution och gav honom vittgående befogenheter att förhandla med britterna om Libyens självständighet. Resolutionen fastslog vidare att libyskt deltagande med brittiska styrkor skulle vara "under Sanusiya-emiratets fana" och att en "provisorisk Sanusiya-regering" skulle upprättas. Resolutionen antogs trots invändningar från de tripolitanska nationalisterna, som var misstänksamma mot förbindelserna mellan Idris och britterna, och förkastade all religiös förbindelse med Sanusiya-orden. Dessa två omstridda frågor - omfattningen av åtagandet för Storbritannien och Sanusiya-ordens roll i ett självständigt, enat Libyen - utgjorde de huvudsakliga beståndsdelarna i inre politisk oenighet under kriget och de första efterkrigsåren.
Brittiska tjänstemän hävdade att viktigare avtal eller garantier för tiden efter kriget inte kunde tas medan kriget fortfarande var igång. Idris delade i allmänhet denna synpunkt och rådde sina anhängare att ha tålamod. Fem libyska bataljoner organiserades av britterna, till stor del rekryterade från cyrenaiska veteraner från krigen mellan Italien och Sanusiya. Nordafrika var en viktig krigsskådeplats i andra världskriget. I det nordafrikanska ökenkriget kämpade italienska trupper, senare med stöd från den tyska Afrikakåren, mot britterna. Efter britternas seger vid El Alamein försattes tyska och italienska styrkor på en planlös reträtt, och Cyrenaika befriades i november 1942. Tripoli föll för britterna i januari 1943, och i mitten av februari hade de sista av axelmakternas trupper drivits ut från Libyen.
Skilda brittiska militära regeringar upprättades i Cyrenaika och i Tripolitanien och fortsatte att fungera tills Libyen uppnådde självständighet. Dessa ockupationsregeringar uppfattade sig som provisoriska. Den brittiska administrationen påbörjade utbildning av en libysk civil förvaltning, men italienska administratörer var fortsatt anställda i Tripoli och den italienska rättsordningen var i bruk under hela krigets förlopp. I den glesbefolkade Fezzanregionen bildade en fransk militär administration en motsvarighet till den brittiska operationen. Med brittiskt godkännande flyttade fria franska styrkor norrut från Tchad för att ta kontroll över området i januari 1943.

### FN och Libyen
Tekniskt förblev Libyen en italiensk besittning som administrerades av Storbritannien och Frankrike, men vid Potsdamkonferensen 1945 enades de allierade om att de italienska kolonier som togs under kriget inte skulle återbördas till Italien. Stormakterna var dock oeniga om hur de libyska provinsernas framtida status skulle se ut.
I det fredsfördrag som undertecknades i februari 1947 och som började gälla i september gav Italien upp alla anspråk på sina besittningar i Afrika. Avgörandet av frågan om Italiens kolonier sköts upp medan de fyra stora (Storbritannien, Frankrike, Sovjetunionen och USA) skulle söka en lösning. Om ingen kunde hittas skulle frågan ställas inför FN:s generalförsamling.
Idris hade återvänt till Libyen 1944, men han avböjde att bosätta sig där innan han var försäkrad om att alla inslag av utländsk kontroll som inte krävde hans godkännande hade avlägsnats. På britternas uppmaning återupptog han permanent bosättning i Cyrenaika år 1947. År 1949 utropade han, med brittiskt stöd, Cyrenaika som självständigt emirat.
Under tiden hade Storbritannien och Italien inför FN föreslagit att Libyen skulle ställas under ett FN-mandat, och ansvaret för administrationen i Tripolitanien skulle delegeras till Italien, i Cyrenaika till Storbritannien och i Fezzan till Frankrike. Efter att tio år gått skulle Libyen bli självständigt. Trots libyska protester antogs denna plan av FN:s politiska kommitté i maj 1949, bara för att med en röst understiga den tvåtredjedels majoritet som krävdes för att antas av Generalförsamlingen. Inga vidare förslag framfördes, men utdragna förhandlingar ledde till en kompromisslösning som införlivades i en FN-resolution i november 1949. Enligt resolutionen skulle en suverän stat som inbegrep alla tre historiska regioner i Libyen vara upprättad i januari 1952. En FN-kommissionär och ett råd skulle vägleda Libyen under övergångsperioden och bistå utarbetandet av en författning. Obeslutsamhet från stormakternas sida hade påskyndat skapandet av en självständig stat och tvingat fram ett enande av provinser som dittills varit åtsklda av geografi och historia.
Libyen saknade nästan fullständigt utbildad administrativ och teknisk personal, läkare och lärare. Av Libyens ungefär 1 miljon invånare var minst 90 procent analfabeter. Libyens största inkomstkälla var det metallskrot som kunde återvinnas från andra världskrigets slagfält. Det fanns inga kända naturtillgångar och det var uppenbart att landet skulle vara beroende av utländskt ekonomiskt bistånd. Historiskt hade Libyens administration varit enad under endast några få år - och dessa under italienskt styre. Det fanns inget samförstånd om vilken sorts regering som skulle upprättas. I Cyrenaika och Fezzan var stammen huvudsakligt fokus för social identitet. Idris var inflytelserik i Cyrenaika som ledare för Sanusiya-orden, medan klanen Sayf an Nasr var de viktigaste stamhövdingarna i Fezzan. Tripolitanierna förespråkade republikanskt statsskick i en enhetsstat. Eftersom deras region var mer folkrik och hade mer avancerad ekonomi än de andra två, förväntade de sig att den politiska makten då automatiskt skulle gravitera till Tripoli. Cyrenaikerna stödde bildandet av en federation med en svag centralregering som skulle tillåta lokal autonomi under Idris som emir.
I det nationella författningskonventet fick var och en av de tre provinserna lika stor representation. De möttes för första gången i november 1950 och godkände ett federalt statsskick med monarki, trots meningsskiljaktigheter från Tripolitaniens delegater, och erbjöd Idris tronen. Församlingens kommittéer skrev utkast till en författning som antogs i oktober 1951. Samtidigt hade den inre administrativa makten redan överförts från brittiska och franska administrationer till de regionala regeringarna - och i Cyrenaika till det oberoende Sanusiya-emiratet. Den 24 december 1951 utropade kung Idris I Förenade kungariket Libyen som suverän stat.

## Det självständiga Libyen

### Kungariket Libyen

Kungariket Libyens flagga.

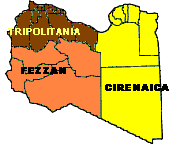
Libyens tre provinser före 1963.

Enligt grundlagen från oktober 1951 var Libyen en federal monarki med kung Idris som statschef, med tronföljd till hans utsedda arvingar. Betydande politisk makt vilade hos kungen. Regeringen bestod av en premiärminister och ett ministerråd utnämnda av kungen men också ansvariga inför Deputeradekammaren, underhuset i ett tvåkammarparlament. Senaten, eller överhuset, bestod av åtta representanter från var och en av de tre provinserna. Hälften av senatorerna nominerades av kungen, som också hade vetorätt över lagstiftningen och rätt att upplösa underhuset. Lokalt självstyre i provinserna utövades genom provinsregeringar och -parlament. Benghazi och Tripoli fungerade omväxlande som nationell huvudstad.
Flera faktorer med rötter i Libyens historia påverkade den politiska utvecklingen av det nyligen självständiga landet. De avspeglade provinsernas skiljaktiga politiska inriktningar och de tvetydigheter som var inneboende i Libyens monarki. För det första förbjöds politiska partier efter de första allmänna valen, som hölls den 19 februari 1952. För det andra fortsatte banden till provinserna att vara starkare än de till nationen, och de federala och provinsiella regeringarna var ständigt i konflikt om sina respektive maktsfärer. Ett tredje problem gällde avsaknaden av en direkt arvinge till tronen. För att avhjälpa denna situation utsåg Idris år 1953 sin sextioårige bror till sin efterträdare. När den ursprunglige tronarvingen dog tillsatte kungen sin brorson, prins Hasan ar Rida, som efterträdare.
Libyen under Idris styre hade en anknytning till västländer och ansågs tillhöra det konservativa traditionalistiska blocket i Arabförbundet, som det anslöt sig till 1953. Libyen slöt också avtal med Storbritannien och USA som tillät dessa att hålla militärbaser i landet i utbyte mot bistånd. Den viktigaste av USA:s installationer i Libyen var Wheelus Air Base, nära Tripoli. Idris regering förde en huvudsakligen konservativ inrikespolitik.
En stadig ekonomisk förbättring skedde, men i långsam takt och Libyen förblev ett fattigt och underutvecklat land som var kraftigt beroende av utländskt bistånd. Denna situation förändrades plötsligt och dramatiskt i juni 1959 när prospektorer från Esso bekräftade att det fanns stora petroleumreserver i Zaltan i Cyrenaika. Ytterligare upptäckter följde, och kommersiell utveckling inleddes snabbt av koncessionshållare som betalade 50 procent av sina vinster i skatt till den libyska staten. På petroleummarknaden låg Libyens fördelar inte bara i kvantiteten utan också i den höga kvaliteten hos dess råvara. Libyens närhet och direkta förbindelse till Europa över havet var ytterligare marknadsfördelar. Upptäckten och utvinningen av petroleum gjorde det vidsträckta, glesbefolkade och fattiga landet till en självständig rik nation med potential för omfattande utveckling och utgjorde därmed en stor vändpunkt i Libyens historia.
En negativ följd av det nya välståndet från petroleum var dock en nedgång i jordbruksproduktionen, till stor del på grund av försummelse. År 1963 ersattes det federala statsskicket av en enhetsstat med dominerande centralregering. De historiska indelningarna Cyrenaika, Tripolitanien och Fezzan ersattes av tio nya provinser, som var och en leddes av en tillsatt guvernör.
Libyen var en av de trettio ursprungliga medlemmarna av Afrikanska enhetsorganisationen (OAU), som upprättades 1963, och deltog i november 1964 med Marocko, Algeriet och Tunisien i bildandet av en gemensam rådgivande kommitté syftande till ekonomiskt samarbete mellan länderna i Nordafrika. Fastän Libyen tydligt hade visat sitt stöd för arabiska saker i allmänhet spelade landet ingen betydande roll i arabisk politik.
Icke desto mindre utövade den slags arabnationalism som framfördes av Egyptens ledare Gamal Abdel Nasser ett tilltagande inflytande, särskilt hos den yngre generationen. Som en reaktion på detta bad Libyens regering britterna och amerikanerna att utrymma sina baser före de datum som angivits i fördragen. De flesta brittiska styrkor drogs faktiskt tillbaka 1966, men evakueringen av utländska militära anläggningar, inklusive Wheelus Air Base, slutfördes inte förrän 1970.
Efter sexdagarskriget mellan Israel och dess arabiska grannländer i juni 1967 förekom våldsamma demonstrationer och attacker mot USA:s och Storbritanniens ambassader, mot oljebolags kontor samt mot medlemmar av den lilla judiska folkgruppen. Nästan alla återstående libyska judar emigrerade. Regeringen återställde ordningen, men dess försök att modernisera den lilla och ineffektiva libyska försvarsmakten och att reformera den mycket ineffektiva byråkratin stupade på motstånd från konservativt håll.
Efter att den libyska enhetsstaten bildats 1963 hade Idris regering försökt - utan större framgång - att främja en känsla av libysk nationalism uppbyggd kring monarkin. Men Idris själv var först och främst cirenaiker och var aldrig hemmastadd i Tripolitanien. Hans västerländska sympatier och samhörighet med det konservativa arabiska blocket ogillades särskilt av en allt mer politiserad, urban elit som föredrog alliansfrihet. Många libyer var också missnöjda med att vinsterna från landets naturrikedomar var ojämnt fördelade, och särskilt bland unga officerare fanns missnöje med korruption och maktmissbruk i statsförvaltningen. I juni 1969 lämnade kungen landet för att vila och få läkarvård i Grekland och Turkiet. Kronprins Hasan ar Rida blev ställföreträdande regent.

### Kuppen i september 1969

Libyska arabrepublikens flagga från 1969.

Den 1 september 1969 tog en grupp om omkring sjuttio unga arméofficerare och manskap, mestadels från signalkåren, kontroll över regeringen i en djärv statskupp och avskaffade Libyens monarki i ett slag. Kuppen, som inleddes i Benghazi, var helt oblodig och fullbordades inom några dagar. Den fick starkt folkligt stöd, särskilt bland yngre människor i städerna.
Fria officerarnas rörelse, som tog på sig ansvaret för att ha utfört kuppen, leddes av ett direktorat med tolv medlemmar som betecknade sig självt som det Revolutionära ledningsrådet (RCC), och som därefter kom att utgöra Libyens regering. RCC gjorde försonliga uttalanden till utlandet, och den nya regimen blev snabbt diplomatiskt erkänd runt om i världen. Även den avsatte kung Idris, som gick i exil i Egypten, och hans efterträdare Hasan ar Rida, som blev arresterad vid kuppen, fann sig snabbt i de nya omständigheterna och gjorde inga försök till motstånd. RCC tillsatte en mestadels civil regering, Ministerrådet. Den yttersta makten låg dock hos RCC, som befordrade kapten Muammar al-Gaddafi till överste och överbefälhavare över Libyens militär. Den asketiske, djupt religiöse, tjugosjuårige överste Gaddafi framträdde nu som den faktiske ledaren för den nya regimen.
Kuppen var tydligt inspirerad av Nassers militiärkupp i Egypten 1952. RCC agerade kraftfullt för att införa inrikespolitiska reformer, men förklarade neutralitet i konfrontationen mellan supermakterna och motstånd mot alla former av kolonialism och "imperialism." Det gjorde också klart att Libyen var hängivet för arabisk enighet för stöd till den palestinska saken mot Israel. RCC fastslog landets identitet som en del av den "arabiska nationen" och dess statsreligion som islam. Det avskaffade parlamentariska institutioner, tog över alla lagstiftande funktioner och vidmakthöll förbudet mot politiska partier, som varit gällande sedan 1952. Den nya regimen avfärdade kategoriskt kommunismen - till stor del därför att den var ateistisk - och anslöt sig officiellt till en arabisk tolkning av socialism som sammansmälte islamiska principer med sociala, ekonomiska och politiska reformer. Libyen hade skiftat, närmast över en natt, från de konservativa traditionalistiska arabländernas läger till de radikala nationalisternas.

### Gaddafi och det revolutionära ledningsådet

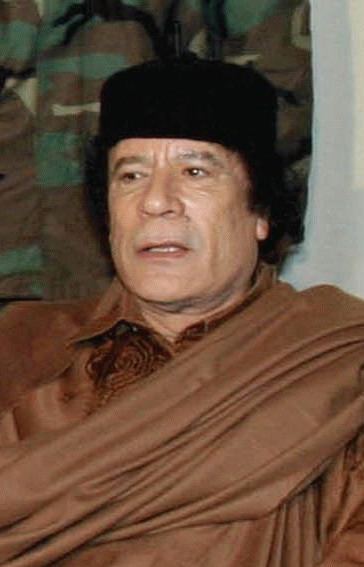
Muammar al-Gaddafi.

Muammar al-Gaddafi, som föddes 1942, tillhör en liten stam arabiserade berber, Qadhafa, som är boskapsherdar. Som barn påverkades han djupt av de stora händelser som skedde i Arabvärlden - arabernas förlust i Brittiska Palestinamandatet 1948 och Nassers tillträde till makten i Egypten 1952. Han inspirerades mycket av Radio Kairos sändningar och utvecklade en arabnationalism efter egyptisk modell, med Nasser som hjälte och den egyptiska revolutionen som vägledning.
I Libyen, liksom i ett antal andra arabländer, blev det först efter självständigheten möjligt för mindre bemedlade att antas till militär utbildning. En militär karriär erbjöd en ny möjlighet för högre utbildning och var för många det enda tillgängliga medlet för politisk handling och snabb förändring. För Gaddafi och många andra officerare, som var besjälade av Nassers form av arabnationalism samt av ett intensivt hat mot Israel, var en militär karriär ett revolutionärt kall.
Vid början av RCC:s styre vidhöll Gaddafi och hans kollegor att deras regering inte skulle vila på individuellt ledarskap, utan snarare på kollegialt beslutsfattande. Gaddafis stil gav intrycket att han var enväldig och RCC bara klubbade igenom hans beslut, men bedömare ansåg att de andra rådsmedlemmarna var lojala mot Gaddafi för att de i grunden var överens med honom, inte av ren underdånighet.
I december 1969 arresterades försvarsministern Adam Said Hawwaz och inrikesministern Musa Ahmad och anklagades för att planera en kupp. Efter krisen bildades en ny regering, där Gaddafi, förutom att han behöll sin post som ordförande i RCC, även blev premiärminister och försvarsminister. Major Abdel Salam Jallud, som i allmänhet betraktades som näst högst efter Gaddafi inom RCC, blev vice premiärminister och inrikesminister. Regimen utmanades en andra gång i juli 1970 när en släkting till kung Idris, och medlemmar av Sayf an Nasr-klanen i Fezzan, anklagades för att planera att ta makten. Efter kuppförsöket bildades ännu en ny regering, där för första gången medlemmar av RCC var i majoritet.
Under åren 1971 och 1972 ställdes över 200 tidigare statliga befattningshavare - däribland 7 premiärministrar och många statsråd - samt ex-kung Idris och medlemmar av kungafamiljen inför rätta anklagade för förräderi och korruption. Idris och många andra som levde i exil åtalades i sin frånvaro. En stor andel av de som åtalades blev frikända, men domar på upp till femton års fängelse och höga böter utmättes åt andra. Fem personer, bland dem Idris, dömdes till döden (endast en i sin närvaro). Fatima, den tidigare drottningen, och Hasan ar Rida dömdes till fem respektive tre års fängelse.
Gaddafi och RCC upplöste Sanusiya-orden och nedvärderade officiellt dess roll för att uppnå Libyens självständighet. De bekämpade skillnader mellan regioner och stammar, som sågs som hinder i vägen mot sociala framsteg och arabisk enhet, genom att avsätta traditionella ledare och dra upp administrativa gränser tvärsöver stamgrupperingar. Ett politiskt parti på bred basis, Arabiska socialistunionen (ASU), skapades 1971 med förebild i Arabiska socialistunionen i Egypten. Fackföreningar införlivades i ASU och strejker förbjöds. Pressen, som redan var utsatt för censur, blev 1972 officiellt rekryterad som medel för revolutionen. Italienare och återstoden av den judiska gruppen utvisades från landet och deras egendomar konfiskerades.
Efter kuppen i september 1969 fortskred USA:s styrkor medvetet med sitt planerade tillbakadragande från Wheelus Air Base enligt den överenskommelse som gjorts med den föregående regimen. Den sista delen av den amerikanska kontingenten överlämnade enheten till libyerna den 11 juni 1970, som därefter firas i Libyen som nationell helgdag. Medan relationerna med USA stadigt försämrades knöt Gaddafi nära förbindelser med Sovjetunionen och andra östeuropeiska länder, samtidigt som han upprätthöll Libyens hållning som alliansfritt land och motsatte sig spridning av kommunism i Arabvärlden. Libyens armé, kraftigt utvidgad från den styrka på 6000 man som före revolutionen hade tränats och utrustats av Storbritannien, beväpnades med sovjetiskbyggda pansar och missiler.
Major Jallud blev 1972 premiärminister och tog över de administrativa ärendena medan Gaddafi ägnade sig åt revolutionärt teoretiserande. Gaddafi kvarstod som militär överbefälhavare och faktisk statschef.

### Socialistiska folkets libyska arabiska jamahiriya

Libyens flagga från 1977.

Efter det tidiga 1970-talet ägnade sig Gaddafi åt att omskapa det libyska samhället och tog 1973 initiativ till en så kallad kultur- eller folkrevolution. Han uppmanade libyerna att utmana traditionella auktoriteter och ta över och sköta regeringsorgan själva. Instrumentet för att göra detta var "folkkommittén." Inom några månader fanns sådana kommittéer över hela Libyen. De var funktionellt och geografiskt baserade och fick så småningom ansvar för lokal och regional administration. Folkkommittéer upprättades i organisationer som universitet, privata företag, statliga myndigheter och etermedier, och geografiskt baserade kommittéer bildades på guvernements- kommun- och zonnivå. Platser på folkkommittéerna på zonnivån besattes genom direkta folkval. Ledamöter som valts på det sättet kunde sedan utses att tjäna på högre nivåer. Vid mitten av 1973 uppskattades antalet folkkommittéer till över 2000.
Folkkommittéerna förkroppsligade den idé om direkt demokrati som Gaddafi framförde i första delen av Gröna boken, som publicerades 1976. Samma idé låg bakom förslag att skapa en ny politisk struktur bestående av "folkkongresser." Centrum i det nya systemet var Allmänna folkkongressen, ett nationellt representativt organ som tänktes ersätta Revolutionära ledningsrådet. Den nya politiska ordningen tog form i mars 1977 när Allmänna folkkongressen, på Gaddafis begäran, antog "Deklarationen om upprättandet av Folkets makt" och utropade Socialistiska folkets libyska arabiska jamahiriya. Termen jamahiriya är svår att översätta, men kan tolkas som ungefär "folkdöme" eller "massornas stat". Gaddafis idé var att folket skulle styra sig självt fritt från restriktioner, i synnerhet den moderna byråkratiska statens. Allmänna folkkongressen utnämnde Gaddafi till sin generalsekreterare och skapade Allmänna folkkongressens generalsekretariat, som bestod av de kvarvarande medlemmarna av det avskaffade Revolutionära ledningsrådet. Den tillsatte också Allmänna folkkommittén, som ersatte ministerrådet och vars medlemmar nu kallades sekreterare istället för ministrar.
All lagstiftande och verkställande makt övergick till Allmänna folkkongressen. Detta organ delegerade dock det mesta av sin viktiga makt till generalsekreteraren och generalsekretariatet och till Allmänna folkkommittén. Gaddafi, som generalsekreterare för Allmänna folkkongressen, förblev den främsta beslutsfattaren, liksom han hade varit när han var ordförande i RCC. Alla vuxna hade rätt och skyldighet att delta i sin grundläggande folkkongress, vars beslut fördes upp till Allmänna folkkongressen för övervägande och införande som nationell politik. I teorin var de grundläggande folkkongresserna platsen för den högsta politiska makten och beslutsfattandet, genom att förkroppsliga det som Gaddafi kallade direkt "folkmakt." Deklarationen av år 1977 och dess medföljande resolutioner utgjorde en grundläggande omdaning av den konstitutionella proklamationen från 1969, särskilt i fråga om statens struktur och organisation på både de nationella och lokala nivåerna.
Gaddafi fortsatte att omforma Libyen, och från 1977 organiserades "revolutionskommittéer" som tilldelades uppgiften "absolut revolutionär övervakning av folkmakten." Revolutionskommittéerna, som bestod av politiskt skickliga fanatiker, tog 1979 kontroll över valen till de grundläggande folkkongresserna. De fick en mycket viktig roll i samhället, fastän de inte var officiella statliga organ. De olika administrativa nyskapelserna lades på de befintliga lokala strukturerna snarare än att ersätta eller stärka dem. Vid slutet av 1970-talet var resultatet ett komplicerat system av överlappande jurisdiktioner där samarbete och samordning mellan olika beståndsdelar försvårades av dåligt definierade tilldelningar av makt och ansvar.
Förändringarna i den libyska ledningen sedan 1976 kulminerade i mars 1979, då Allmänna folkkongressen förklarade att "överföringen av makten till massorna" och "separationen av staten från revolutionen" var fullbordat. Gaddafi avsade sig sina uppgifter som generalsekreterare i Allmänna folkkongressen, och är sedan dess känd som "ledaren" eller "Revolutionens ledare". Han kvarstod som överbefälhavare över militären. Hans ersättare var Abdallah Ubaydi, som i praktiken hade varit premiärminister sedan 1979. Revolutionära ledningsrådet upplöstes formellt och regeringen omorganiserades åter till folkkommittéer. En ny Allmän folkkommitté (regering) utsågs, och var och en av dess "sekreterare" blev chef för en specialiserad folkkommitté, med undantag för "sekretariaten" för petroleum, utrikespolitik och tung industri, där det inte fanns några folkkommittéer. Ett förslag framfördes också om att upprätta en "folkarmé" genom att ersätta den nationella armén med en nationell milis som bildades i slutet av 1970-talet. Fastän idén kom upp igen i början av 1982, tycktes den inte vara nära att genomföras.
Parallellt med de politiska förändringarna omdanades ekonomin. Till slutet av 1970-talet var Libyens ekonomi blandad, med en stor roll för privat företagsamhet utom på områdena oljeproduktion och -distribution, bank- och försäkringsväsende. Men enligt volym två av Gaddafis Gröna bok, som utkom 1978, var privat detaljhandel, hyra och löner former av "exploatering" som borde avskaffas. Istället skulle kommittéer för arbetares självförvaltning och partnerskap för vinstdelning fungera i offentliga och privata företag. En egendomslag infördes som förbjöd ägande av mer än en privatbostad, och libyska arbetare tog kontroll över ett stort antal bolag och gjorde dem till statligt styrda företag. Detaljhandels- och partihandelsverksamheter ersattes av "folkstormarknader", där libyerna i teorin kunde köpa vad de behövde till låga priser. Vid 1981 hade staten också begränsat tillgången till personliga bankkonton för att föra över privata tillgångar till statliga projekt.
Åtgärder som dessa gynnade otvivelaktigt fattigare libyer, men de skapade förtrytelse och motstånd bland de som nyligen fråntagits sin egendom. Dessa anslöt sig till de som redan var alienerade, av vilka vissa hade börjat lämna landet. Vid 1982 hade kanske 50 000 till 100 000 flyttat utomlands. Eftersom många av emigranterna tillhörde de företagande och bättre utbildade libyerna, utgjorde de en betydande förlust av administrativ och teknisk expertis. Vissa av exillibyerna bildade aktiva oppositionsgrupper. Fastän grupperna i allmänhet var ineffektiva varnade Gaddafi i början av 1979 oppositionsledarna att återvända hem omedelbart eller mötas av "likvidering." En våg av mord på framträdande exillibyer, mestadels i Västeuropa, följde. Få motståndare besvarade uppmaningen till "botgöring" 1979 eller en liknande som utfärdades i oktober 1982 då Gaddafi än en gång hotade att likvidera de motsträviga. Allmänna folkkongressen hade redan förklarat deras personliga egendom förverkad.
Den interna oppositionen kom från element av medelklassen som motsatte sig Gaddafis ekonomiska reformer och från studenter och intellektuella som kritiserade hans ideologi. Han ådrog sig också ilska från den islamiska gemenskapen för sina oortodoxa tolkningar av islams lära och traditioner, sin utmaning av det religiösa etablissemangets auktoritet och sin åsikt att idéerna i Gröna boken var förenliga med islam. Donerade islamiska egendomar nationaliserades som en del i Gaddafis ekonomiska reformer, och han uppmanade "massorna" att ta över moskéer.
De allvarligaste utmaningarna kom från militären, i synnerhet officerskåren, och från Revolutionära ledningsrådet. En av RCC:s medlemmar, major Umar Mihayshi, gjorde 1975 ett allvarligt kuppförsök. När detta misslyckades flydde Mihayshi och en del av landets teknokratiska elit. Regimen avrättade tjugotvå av de anklagade arméofficerarna 1977, vilket signalerade en hårdare linje mot opposition. Ytterligare avrättningar av oliktänkande arméofficerare rapporterades 1979, och i augusti 1980 hävdas flera hundra personer ha dödats efter en misslyckad armérevolt med centrum i Tobruk.

### Petroleumpolitik
Den ekonomiska basen för Libyens revolution har varit dess oljeinkomster. Libyens petroleumtillgångar var dock små jämfört med andra viktiga petroleumproducerande arabländer. Som en följd av detta var Libyen mer benäget att ransonera produktionen för att bevara sina naturrikedomar och mindre benägen att moderera sina krav på prisökningar än de andra länderna. Petroleum sågs både som ett sätt att finansiera den ekonomiska och sociala utvecklingen av ett underutvecklat land och som ett politiskt vapen att använda i den arabiska kampen mot Israel.
Efter revolutionen 1969 ökade oljeproduktionen och Libyen krävde högre petroleumpriser, en större andel av avkastningen och mer kontroll över petroleumindustrin. Utländska petroleumbolag gick med på en prishöjning i början av 1971. I december 1971 förstatligade Libyens regering plötsligt British Petroleums innehav i Libyen och 1973 tillkännagav Libyens regering att aktiemajoriteten i alla andra petroleumbolag som var verksamma i landet förstatligades. Detta steg gav Libyen kontroll över omkring 60 procent av sin inhemska oljeproduktion vid början av 1974, och denna andel steg senare till 70 procent. Totalt förstatligande kom inte på fråga med tanke på behovet av utländsk expertis och finansiering för prospektering, produktion och distribution.
Libyen förespråkade fortsatt användning av petroleum som ett maktmedel mot Israel och dess anhängare i Västvärlden och stödde starkt bildandet av OPEC 1973. Libyens militanta hållning var delvis ansvarig för OPEC:s åtgärder för att höja oljepriser, införa embargon och vinna kontroll över produktionen. Libyens oljeproduktion minskade till hälften mellan 1970 och 1974, medan intäkterna från oljeexporten mer än fyrdubblades.
Libyen använde stora delar av oljeinkomsterna till att utveckla andra delar av ekonomin, främst jordbruket och industrin. Landet led av ett underskott på utbildad arbetskraft, som liksom många sorters konsumtionsvaror måste importeras. I båda fallen betalades importen med oljeinkomster. Samma oljeintäkter möjliggjorde dock en betydande förbättring i nästan alla libyers liv. Under 1970-talet lyckades regeringen göra stora förbättringar i medborgarnas allmänna välfärd. På 1980-talet åtnjöt libyerna kraftigt förbättrade bostäder och utbildning, omfattande välfärdstjänster och en allmän hälsostandard som var bland de högsta i Afrika.

### Libyen och arabisk enhet
Gaddafi blev den främste företrädaren för arabisk enhet under 1970-talet. Även om alla arabiska regeringar stödde idén i princip, ansåg de flesta att förhållandena inte var de rätta för att tillämpa den i praktiken eller att enheten skulle komma först vid slutet av en lång process av historisk utveckling. Men Gaddafi avfärdade dessa synsätt. Som han uppfattade det var arabisk enhet inte ett ideal utan ett realistiskt mål. Han instämde i att åstadkommandet av arabisk enhet var en lång process, men framhöll att den måste börja någonstans. Gaddafi uttryckte sin beslutsamhet att göra ett bidrag till processen och erbjöd Libyen som den omdanande kraften.

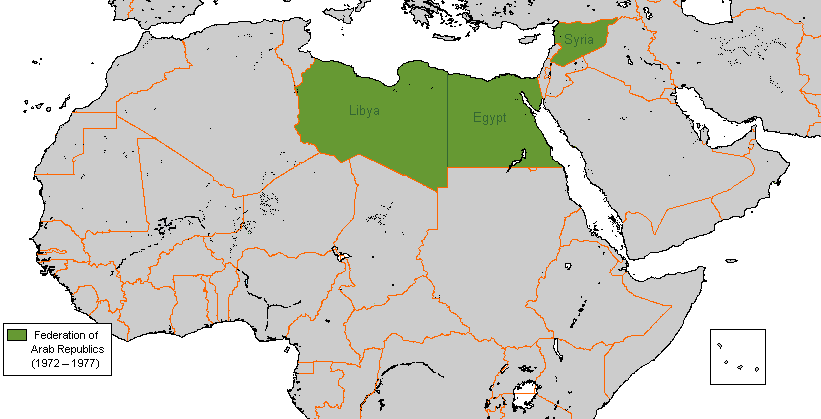
Libyen, Egypten och Syrien, som 1972 bildade Federationen av arabrepubliker.

Under 1970 rådgjorde Gaddafi med egyptiska och sudanesiska ledare om hur någon form av union skulle åstadkommas. Nasser dog i september 1970, men det egyptiska deltagandet i enhetssamtalen fortsatte under hans efterträdare, president Anwar as Sadat. Det var dock den unge Gaddafi som axlade Nassers mantel som ideologisk ledare för arabnationalismen. På begäran av dess nye statschef, generallöjtnant Hafez al Assad, utökades enhetssamtalen till att inbegripa Syrien. Efter ytterligare möten tillkännagav Gaddafi, Sadat och Assad i april 1971 bildandet av en federation av Libyen, Egypten och Syrien, Federationen av arabrepubliker (FAR), som kom till på papperet den 1 januari 1972. Planer på långtgående integration skisserades, men federationen kom aldrig längre än till att göra symboliska gester av enighet, såsom att anta en gemensam flagga.
För Gaddafi var FAR ett steg på vägen till att åstadkomma hans yttersta mål: det genomgripande enandet av den "arabiska nationen." Fastän han förblev federationens mest glödande anhängare var Gaddafi aldrig nöjd med den sina egyptiska och syriska partners hållning i konflikten med Israel. Inte desto mindre inledde han samtal med Sadat om fullständig politisk union mellan Egypten och Libyen, som skulle sammansmälta grannländerna till en enda stat inom ramen för FAR. Egyptens invånarantal var 34 miljoner och Libyens under två miljoner, men Libyens årliga inkomst per capita var fjorton gånger så stor som Egyptens.
Sadat utlovade stöd för projektet i augusti 1972, men snart visade sig verkliga hinder, däribland den allvarliga personliga oenigheten mellan de två ledarna rörande en tidtabell, där Gaddafi ville gå betydligt snabbare fram än Sadat. Gaddafi tänkte sig att Libyens välstånd kombinerat med Egyptens folkmängd och militära kapacitet skulle ge nyckeln till framgång i kampen mot Israel. Libyska stridsflygplan överfördes också i hemlighet till Egyptens flygvapen och kom till användning i oktoberkriget 1973. Detta krig blev dock vattendelaren i relationerna mellan de två arabstaterna. Den gemensamma egyptisk-syriska operationen kom som en överraskning för Gaddafi, som hade varit utestängd från planeringen. Den libyske ledaren kritiserade skarpt sina före detta FAR-partner för att slösa resurser på att utkämpa ett krig för begränsade målsättningar, och blev bestört över Sadats överenskommelse om en vapenvila efter den framgångsrika israeliska motoffensiven. Han anklagade den egyptiske ledaren för feghet och för att medvetet sabotera federationen. Som svar avslöjade Sadat att han hade intervenerat 1973 för att förhindra en planerad libysk ubåtsattack mot Queen Elizabeth 2 då det brittiska kryssningsfartyget transporterade en judisk turistgrupp i Medelhavet. Därefter urartade relationerna mellan de båda ledarna till en serie anklagelser och motanklagelser som avslutade allt tal om sammanslagning.
Då Sadat mer och mer lutade åt en fredlig lösning på Mellanösternkonflikten utvecklade Gaddafi närmare relationer med Sovjetunionen, som bistod Libyen i dess militära upprustning under 1970-talet. Misstänksamheten mellan Sadat och Gaddafi plus egyptiska anklagelser om libysk omstörtande verksamhet ledde till ett kort krig vid ländernas gemensamma gräns i juli 1977. Egyptiska styrkor avancerade en kort sträcka in i Libyen innan medling från Algeriet avslutade striderna. Konflikten ledde till att tusentals egyptier anställda i petroleumindustri, jordbruk, handel, utbildning och förvaltning lämnade Libyen, vilket orsakade störningar i Libyens ekonomiska verksamheter och samhällsservice.
Den stora brytningen mellan Egypten och Libyen kom när Sadat reste till Jerusalem följande november och Egyptens undertecknande av en separat fred med Israel i september 1978. De diplomatiska förbindelserna mellan Egypten och Libyen inte bara bröts, utan Libyen spelade en ledande roll i att organisera Steadfastness and Confrontation Front i december 1977. Frontens medlemmar var Libyen, Syrien, Algeriet, Sydyemen och PLO, som alla bittert motsatte sig Sadats fredsinitiativ. Gaddafi förespråkade isolering av Egypten som straff, eftersom han orubbligt förkastade en fredlig lösning med Israel. Han tonade senare ned sin mer extrema retorik för att bilda enighet bland arabländerna om att motsätta sig president Sadats och hans efterträdares, Hosni Mubaraks, politik.
Gaddafis sökande efter enighet västerut var lika verkningslös. En föreslagen union med Tunisien 1974 tillbakavisades omedelbart av Tunisiens president Habib Bourguiba. Bourguiba anklagade senare Gaddafi för att ligga bakom ett uppror i Tunisien i början av 1980 och avbröt de diplomatiska förbindelserna med Libyen. Gaddafi förnekade inblandning, men relationerna mellan Tripoli och Tunis stod fortsatt lågt.
Efter att ha misslyckats att åstadkomma unioner med Egypten och Tunisien vände sig Gaddafi än en gång till Syrien. I september 1980 gick Assad med på ännu en sammanslagning med Libyen. Detta försök skedde vid en tidpunkt då båda länderna var diplomatiskt isolerade. Som en del av överenskommelsen åtog sig Libyen att betala en skuld på 1 miljard USA-dollar som Syrien var skyldigt Sovjetunionen för vapen.
Ironiskt nog rörde denna lyckade union med Syrien till Gaddafis panarabiska ambitioner. När Iran–Irak-kriget bröt ut i september 1980 var Libyen och Syrien de enda arabländerna som gav sitt ovillkorliga stöd till det icke-arabiska Iran. Samtidigt medförde kriget en brytning i Libyens relationer med Irak och Saudiarabien. Ännu ett hinder uppstod i december 1981 när Gaddafi var tvungen att brottas med den första av två flygkapningar som utfördes av libanesiska shiamuslimer som sökte information om sin ledare, imam Musa Sadr, som hade försvunnit när han besökte Libyen 1978. Båda kapningarna slutade utan någon frigivning eller några nyheter om Musa Sadr, vars försvinnande fläckade bilden av Libyen allvarligt bland shiiter i Libanon, Iran och på andra håll.

### Libyska initiativ i subsahariska Afrika
Gaddafis inställning till subsahariska Afrika rörde flera grundläggande intressen: försöket att öka Libyens inflytande i muslimska eller delvis muslimska länder, främjande av islamisk enighet, samt stöd, ofta okritiskt, för afrikanska befrielserörelser. Ett av Gaddafis ofta upprepade mål var att skapa en saharisk islamisk stat, men kritiker anklagade honom för att vara mer intresserad av ett imperium än av att gynna och främja islam. De nämnda målsättningarna styrde hans relationer med afrikanska stater, och allra mest i grannländerna Tchad och Sudan.

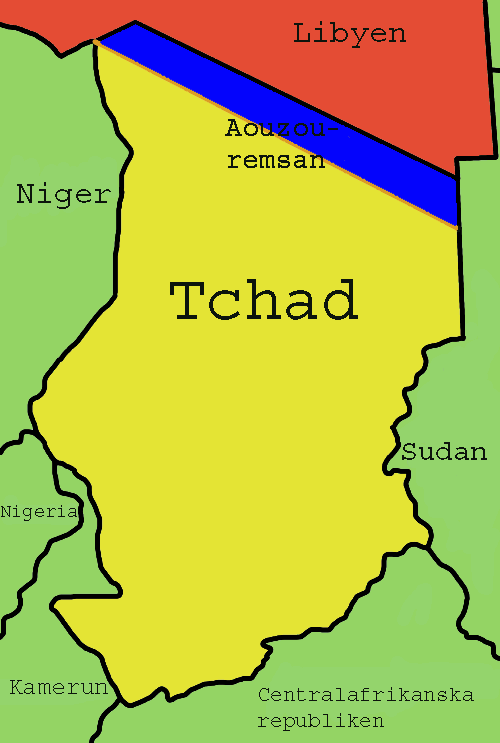
Aouzouremsan, blåmarkerad.

Libyen hade varit djupt inblandat i Tchad sedan början av 1970-talet. Anledningar till denna inblandning var bland andra samhörigheter mellan stammar och religiösa grupper i norra Tchad och södra Libyen och en omstridd gemensam gräns ända sedan kolonialtiden. År 1973 ockuperade Libyen Aouzouremsan. Detta territorium, som sägs innehålla betydande mängder uran och andra mineraler, gav libyerna ett stadigt fotfäste i Tchad. Från sin bas på Aouzouremsan gav Gaddafi även stöd till dissidenter i norra Tchad under det långa inbördeskriget i landet.
Med libyskt stöd kunde rebelledaren Goukouni inta Tchads huvudstad N'Djamena i december 1980. I januari förespråkade Gadfafi och Goukouni en union av sina länder, men detta möttes av ett så kraftigt ramaskri från ett antal västafrikanska länder och från Frankrike, Tchads före detta kolonialmakt, att förslaget kasserades. Även inom Goukounis egna styrkor fanns betydande motstånd mot Libyens närvaro och taktik. Efter internationella påtryckningar drog sig Libyens trupper tillbaka till Aozouremsan i november 1981.
Under 1970-talet utvecklades relationerna mellan Libyen och Sudan från dåliga till sämre. Vid början av årtiondet hjälpte Gaddafi Sudans president Jaafar an Numayri mot vänsterinriktade konspiratörer. Men i mitten av 1970-talet hade relationerna blivit fientliga efter att Numayri anklagat Libyen för omstörtande verksamhet och ansvar för flera kuppförsök. Därefter tillhörde Sudan lägret av Gaddafis svurna motståndare. År 1980 fördömde Numayri Libyens invasion i Tchad, och var särskilt oroad för att Libyen skulle blanda sig Sudans oroliga gränsprovins Darfur. I början av 1981 förespråkade Numayri att Libyen skulle uteslutas ur Arabförbundet och att arabländerna skulle samarbeta om att störta eller döda Gaddafi. Några månader senare beordrade han libyska diplomater att lämna Khartoum efter en bombning av Tchads ambassad som kopplades samman med anstiftan från Libyen.
Libyens intervention i Uganda på 1970-talet utgjorde ett särfall. Där var Gaddafi mindre intresserad av enighet än av att stötta en vänligt sinnad islamisk regim mot både inre och yttre motstånd. Med början 1972 gav Gaddafi ekonomiskt och militärt stöd till Idi Amin Dada i utbyte mot att Amin bröt Ugandas tidigare nära relation med Israel. Därefter fortsatte Gaddafi att stödja Amin, trots det allmänna fördömandet av Amins brutala styre. I slutet av 1978 och början av 1979, då samordnade tanzaniska och ugandiska styrkor störtade Amin från makten, flög Gaddafi utan framgång trupper och proviant till Amins försvar, och han gav den ugandiske ledaren tillfällig asyl i Tripoli. 

### Relationer med USA och Västeuropa
På 1970-talet och början av 1980-talet misstänktes Libyen allmänt för att finansiera internationella terroristaktiviteter och politisk upprorsverksamhet runtom i världen. Rekryter från olika nationella befrielserörelser uppgavs få träning i Libyen, och libysk finansiering av palestinska aktiviteter mot Israel tillstods öppet.
Stöd till internationell terrorism var en viktig fråga i Libyens relationer med USA och Västeuropa. USA i synnerhet betraktade Libyens diplomatiska och materiella stöd för vad Tripoli kallade "befrielserörelser" som bistånd och hjälp till internationella terrorister. I allmänhet utvecklades relationerna mellan de båda länderna från början av 1970-talet från dåliga till ännu sämre, även om USA fortsatte att importera libysk råolja.
Gaddafi motsatte sig USA:s diplomatiska initiativ och militära närvaro i Mellanöstern. Som en protest mot Washingtons politik i Iran stormades och brändes USA:s ambassad i Tripoli i december 1979. I slutet av 1970-talet blockerade USA leveranser till Libyen av utrustning som bedömdes vara av potentiellt militärt värde och i maj 1981 beordrades Libyens diplomatiska personal att lämna USA för att förhindra mord på libyska dissidenter. Den allvarligaste incidenten skedde i augusti 1981 då amerikanska jetplan sköt ned två libyska stridsflygplan under flottmanövrer i Sidrabukten. Samma månad undertecknade Libyen ett ekonomiskt och politiskt avtal med Etiopien och Sydyemen som syftade till att motverka västerländska, främst amerikanska, intressen i Medelhavet och Indiska oceanen. Efter en serie konsultationer blev dock pakten till stor del verkningslös.
Libyens oljeinkomster kom från försäljning till Västeuropa såväl som till USA, och för att försäkra sig om en stadig tillförsel av olja försökte de flesta europeiska länder vara på någorlunda god fot med sin libyska leverantör. Vissa protester uppkom mot vågen av politiska mord på exillibyer i Europa 1980, men bara Storbritannien med sin oberoende oljetillgång tog stark ställning i frågan.
Gaddafis konfrontatoriska utrikespolitik och användning av terrorism, liksom Libyens växande vänskap med Sovjetunionen, ledde till ökade spänningar med Västvärlden på 1980-talet. Efter en terrorbombning av ett diskotek i Västberlin som frekventerades av amerikansk militärpersonal vedergällde USA:s militär 1986 mot mål i Libyen, och införde omfattande ensidiga ekonomiska sanktioner. 
Efter att Libyen hade varit invecklat i bombningen 1988 av Pan Am flight 103 över Lockerbie i Skottland (Lockerbieaffären) infördes FN-sanktioner 1992. Resolutioner i FN:s säkerhetsråd som antogs 1992 och 1993 krävde att Libyen uppfyllde kraven i relation till Lockerbieaffären innan sanktionerna kunde lyftas. Inledningsvis vägrade Gaddafi rätta sig efter dessa krav, vilket ledde till politisk och ekonomisk isolering av Libyen under större delen av 1990-talet.
År 1999 uppfyllde Libyen ett av kraven i säkerhetsrådets resolutioner genom att utlämna två libyer som var misstänkta i samband med bombningen för att ställas inför rätta i en skotsk domstol i Nederländerna.
År 2003, över tio år efter att sanktionerna hade införts, gjorde Libyen flera dramatiska ändringar i sin politik gentemot västvärlden. Libyens regering tillkännagav sitt beslut att överge sina program för massförstörelsevapen och betala kompensation till familjerna till offren från Pan Am flight 103 samt UTA Flight 772. I augusti 2003 uppfyllde Libyen de kvarvarande kraven i säkerhetsrådsresolutionerna, inklusive att acceptera ansvar för dess tjänstemäns gärningar och betalning av tillräcklig kompensation till offrens familjer. FN:s sanktioner lyftes den 12 september 2003. Den 19 december 2003 tillkännagav Libyen offentligt sin avsikt att göra sig av med sina program för massförstörelsevapen och Missile Technology Control Regime (MTCR)-klassade missiler. Sedan dess har Libyen samarbetat med USA, Storbritannien, IAEA och Organisationen för förbud mot kemiska vapen i riktning mot dessa målsättningar. USA:s sanktioner lyftes den 20 september 2004. Libyen har också undertecknat IAEA:s tilläggsprotokoll och har anslutit sig till Konventionen mot kemiska vapen. Dessa var viktiga steg mot fullständiga diplomatiska förbindelser mellan USA och Libyen.
Den 15 maj 2006 tillkännagav USA:s utrikesdepartement att det skulle återuppta diplomatiska förbindelser med Libyen fullständigt om Libyen lade ned sina rustningsprogram. Utrikesdepartementet avförde också Libyen från sin lista över statsstödd terrorism, som landet hade funnits på i 27 år.
Den 16 oktober 2007 valdes Libyen till att ingå i FN:s säkerhetsråd i två år med början i januari 2008.

### Inbördeskrig
Huvudartikel: Libyska inbördeskriget.
Se även Libyens historia efter självständigheten.
Februari 2011 utbröt politiska oroligheter, till stor del inspirerade av händelser i grannländerna (se Arabiska våren). Demonstrationer som stoppades med våld ledde till avhopp från militär och polis. Det Benghazi-baserade Nationella övergångsrådet kom att leda oppositionen. Blodiga sammanstötningar föranledde en FN-stödd flygförbudszon, och efter åtta månaders inbördeskrig hade både Tripoli fallit och Muammar Gaddafi dödats. Nationella övergångsrådet ledde efter det landet in i en än så länge politiskt oviss tid.